# Liten knivmussla
Liten knivmussla (Phaxas pellucida) är en musselart som först beskrevs av Thomas Pennant 1777.  Liten knivmussla ingår i släktet Phaxas, och familjen knivmusslor. Arten är reproducerande i Sverige.